# Lepidochrysops mashuna
Lepidochrysops mashuna är en fjärilsart som beskrevs av Henry Trimen 1894. Lepidochrysops mashuna ingår i släktet Lepidochrysops och familjen juvelvingar. Inga underarter finns listade i Catalogue of Life.